# The Ideal Copy
The Ideal Copy è il quarto album studio della rock band inglese Wire, il primo dopo una pausa di cinque anni del gruppo tra il 1980 e il 1985, pubblicato nel 1987 da Mute Records.
Gli Wire avevano già usato strumenti elettronici negli album Chairs Missing e 154, ma dopo la pausa di cinque anni iniziarono ad utilizzare sequencer, sintetizzatori e drum machine. Ciò portò la i critici musicali a paragonare The Ideal Copy a gruppi come i New Order.  In particolare il critico Kirk Fillmore paragonò lo stile di basso del singolo Ahead a quello di Peter Hook, bassista dei New Order. Tuttavia il giornalista ha scritto che i New Order e ogni altra band che usa sia i sintetizzatori sia le chitarra è stato influenzata dagli Wire dei tardi anni 70, ipotizzando così una specie di "scambio di influenze".

## Tracce
Tutte le tracce scritte dagli Wire (Lewis/Newman/Gilbert/Gotobed).
1. The Point of Collapse – 3:18
2. Ahead – 4:53
3. Madman's Honey – 4:23
4. Feed Me – 5:50
5. Ambitious – 4:00
6. Cheeking Tongues – 2:02
7. Still Shows – 4:00
8. Over Theirs – 5:18

Oltre alle otto tracce dell'album, la versione su CD e cassetta comprende l'EP Snakedrill, insieme a tre tracce live:
1. A Serious of Snakes – 4:53
2. Drill – 5:05
3. Advantage in Height – 3:05
4. Up to the Sun – 2:50
5. Ambulance Chasers (Live) – 3:02
6. Feed Me (Live) – 4:27
7. Vivid Riot of Red (Live) – 2:28

La versione su CD inglese, oltre all'EP Snakedrill, alle tre tracce live e all'album comprende una diversa versione di Ahead:
1. Ahead (II) - 3:29
2. A Serious of Snakes – 4:42
3. Drill – 5:03
4. Advantage in Height – 3:02
5. Up to the Sun – 2:42
6. Ambulance Chasers (Live) – 2:55
7. Feed Me (Live) – 4:28
8. Vivid Riot of Red (Live) – 2:22

## Formazione
- Colin Newman - voce, chitarra, vari strumenti
- Lewis - voce secondaria, basso,  vari strumenti
- B. C. Gilbert - chitarra
- Robert Gotobed - batteria,  vari strumenti